# Hauptkirche
Der Begriff Hauptkirche entstand nach Grimms Wörterbuch als Eindeutschung des (Kirchenrechts-)Begriffs ecclesia mater bzw. metropolitanum templum, diese leiten sich ab aus der traditionellen Bezeichnung der Kirche San Giovanni in Laterano als mater et caput – Mutter und Haupt aller Kirchen Roms und der Erde. Seine kirchenrechtliche Bedeutung hat der Begriff verloren und dient heute lediglich noch als lexikalischer Begriff oder traditioneller Namensbestandteil von besonderen Kirchen. 

## Verwendung

### Lexikalische Verwendung
Der Begriff wird heute vorwiegend als Worterklärung gebraucht im Zusammenhang mit erste Kirche eines Bezirkes, Mutterkirche, Bischofskirche, älteste oder bedeutendste Kirche einer Stadt.

### Historische und kirchenrechtliche Verwendung
Als alter kirchenrechtlicher Begriff der protestantischen Kirchen versteht der Begriff sich in Abgrenzung zu Filialkirche oder Tochterkirche. In früheren Jahrhunderten galten als Hauptkirchen in den evangelischen Städten (im Gegensatz zu Kapellen und Klosterkirchen) oft die größeren und mit Parochialrechten ausgestatteten Kirchen, an denen meist auch die Superintendenten amtierten, so dass der Begriff auch mit der Wirkungsstätte eines Superintendenten gleichgesetzt werden konnte. Meist hatte eine Stadt nur eine Hauptkirche; in größeren und bedeutenden Städten wie Hamburg oder Nürnberg gab es mehrere.  In seiner deutschen Form hat der Begriff als Rechtsbegriff Einzug in das evangelische Kirchenrecht sowie das allg. Preußische Landrecht gefunden.

„Die eingepfarrten im Filial dürffen zu Reparirung der Hauptkirche nichts beytragen.“

„Eigentliche Tochterkirchen aber sind von der Haupt- oder Mutterkirche abhängig und können sich von ihr ohne Einwilligung der Hauptgemeine nicht trennen.“

## „Hauptkirche“ als Namensbestandteil
Folgende Kirchen werden Hauptkirche genannt:
In Hamburg die fünf Hamburger Hauptkirchen:
- Hauptkirche Sankt Michaelis (Hamburg) (auch Michel genannt)
- Hauptkirche Sankt Jacobi (Hamburg)
- Hauptkirche Sankt Katharinen (Hamburg)
- Hauptkirche Sankt Petri (Hamburg)
- Hauptkirche St. Nikolai (Hamburg-Harvestehude) (als Ersatz für die in der Altstadt zerstörte St.-Nikolai-Hauptkirche, deren Ruine als Mahnmal dient)

Des Weiteren die Hauptkirche St. Trinitatis (Altona) als historisch bedingter Kirchen-/Gemeindename (ehemals Hauptkirche der eigenständigen Stadt Altona, nicht Teil der Hamburger Hauptkirchen).
In Leipzig:
- St. Nikolai
- St. Thomas

In Wuppertal:
- Hauptkirche Sonnborn
- Unterbarmer Hauptkirche

Weitere:
- Hauptkirche (Wiesbaden)
- Hauptkirche Beatae Mariae Virginis Wolfenbüttel